# Мусабек, Ерболат Ныгыманович
Ерболат Ныгыманович Мусабек (16 июня 1946, село Шокпар Шуского района Жамбылской области — 14 августа 2021, Нур-Султан) — советский и казахстанский демограф. Заслуженный демограф Республики Казахстан. Президент Ассоциации демографов Республики Казахстан (2007—2011).

## Биография
Родился в селе Шокпар Шуского района Жамбылской области. Происходит из рода шымыр племени дулат. По окончании средней школы в 1963 году, работал путевым рабочим дорожной части № 34 Казахских железных дорог. В том же году поступил на курсы преподавателей для вечерних школ при железной дороге и до 1965 года проработал учителем математики в вечерней школе.
В 1965 году поступил на обучение на математический факультет в Казахский педагогический институт, который с отличием окончил в 1970 году.
В 1970 году поступил на работу в Научно-исследовательском институте Автоматизированных систем планирования и управления (НИИ АСПУ) при Госплане Казахской ССР (Вычислительный центр Госплана КазССР) в городе Алма-Ата, в котором в последующем проработал более 25 лет.
С 1971 года занимался демографическими исследованиями, разработкой и сопровождением программного обеспечения для различных демографических расчётов.
В 1995—1997 годах работал генеральным директором НПО ТОО «DEMOS», выполнявшего статистические работы по государственным заказам.
С 1997 и до последних дней жизни работал в государственных органах статистики Республики Казахстан. Занимал должность заместителя директора Департамента социальной и демографической статистики Комитета по статистике Министерства национальной экономики.
Ерболат Ныгыманович неоднократно участвовал в международных семинарах и проектах, часто выступал по телевидению, радио и в других средствах массовой информации с докладами по демографической ситуации в Казахстане. Им написано более 20 публикаций на демографическую тематику.
Является разработчиком комплекса «Миграция населения по методу прибытия», участвовал при формировании пилотного проекта «Подушный регистр населения», внедрил ведомственный «Классификатор административно-территориальных объектов», который в последующем обрёл статус государственного и национального классификатора.
Также Ерболат Ныгыманович являлся первым в Республике Казахстан руководителем «Мультииндикаторного кластерного обследованием» (MICS). Он создал его базу данных и активно принимал участие в проведении и выпуске итогов последующих MICS.
Провёл большую аналитическую работу при подведении итогов Национальной переписи населения Республики Казахстан 2009 года. Также был консультантом по переписи населения в Кыргызстане в 2009 году.
Является автором выпускавшегося научно-аналитического бюллетеня «Этнодемографический ежегодник Казахстана». Российский демограф Михаил Денисенко отметил уникальность изданий «Этнодемографический ежегодника Казахстана».
С 2007 по 2011 год — являлся президентом Ассоциации демографов Казахстана.
В общей сложности в органах статистики Ерболат Ныгыманович проработал полвека.
Скончался 14 августа 2021 года в городе Нур-Султан на 76-м году жизни.

## Публикации
- «Этнодемографический ежегодник Казахстана». Алматы. 2006 год. 440 страниц. Ответственный за выпуск — Мусабек Е. Н.
- Мульти-индикаторное кластерное обследование (МИКО) в Казахстане 2006.

## Награды
В разные годы Ерболат Ныгыманович был награждён:
- за существенный вклад в работу по планированию развития народного хозяйства, в 1977 году награждён знаком «Отличник народнохозяйственного планирования»;
- за заслуги перед государством, активную государственную службу и вклад в социально-экономическое развитие страны дважды награждён Почётной грамотой Президента Казахстана в 2005 и 2016 годах;
- за высокий профессионализм и внесение большого вклада в совершенствование государственной статистики Казахстана Ерболату Ныгымановичу в 2005 году присвоено звание «Отличник статистики Казахстана»;
- в 2011 году был награждён орденом «Курмет» и юбилейной медалью «20 лет Независимости Казахстана»;
- в 2014 году был удостоен звания «Ветеран труда»;
- в 2015 году юбилейной медалью «20 лет Ассамблее народа Казахстана».